# Рифт Црвеног мора
Рифт Црвеног мора се налази између две тектонске плоче, афричке и арапске. Он се простире целом дужином Црвеног мора, од јужног краја Мртвог мора до тачке тројног пуцања са Аденским заливом и источноафричким рифтом.
Рифт укључује острво Џабал ал-Таир формиран на базалтном страто-вулкану истог имена, који се налази северозападно од пролаза Баб ел Мандеб на пола пута између Јемена и Еритреје. Вулкан је еруптирао 30. септембра 2007. године после 124 година мировања.

## Геолошка историја рифта
Рифт Црвеног мора је предмет опсежних студија неколицине генерација геолога и геофизичара. Многе публикације и јавна истраживања пружају увид у геолошку историју овог рифта. Многе публикације и јавна истраживања пружају увид у геолошку историју овог рифта. Стене из периода креде и палеолита, за које се сматра да су постојале пре рифта, данас су местимично распрострањене на маргинама рифта. У исто време, неки докази указују да се бар неке од ових стена односе на рану фазу еволуције рифта. Расположиви, геолошки подаци указују да је еволуција у региону Црвеног мора активно започела у периоду креде.